# 仙骨麻酔
仙骨麻酔（せんこつますい、英: caudal anesthesia）は、仙骨裂孔から硬膜外腔に針を刺入することによって行う脊髄幹麻酔の一種である。一般に小児外科手術で、臍下の手術の周術期鎮痛に用いられる。成人では、肛門手術や慢性腰痛の管理に行われることがある。別名、仙骨ブロック（英: caudal block）。

## 適応
仙骨麻酔は比較的リスクの低い手技であり、一般的に、単独で、あるいは鎮静や全身麻酔と組み合わせて行われる。
鼡径ヘルニア修復術、包皮環状切除、尿道下裂修復術、鎖肛手術などの小児の臍より下の手術、股関節形成不全の新生児の不動化などを目的として行われる。臍ヘルニア修復のような腹部中央の外科的介入に行う場合、成功率は下がる。これは局所麻酔薬の頭側への広がりが予測できないためである。
また、腰部脊柱管狭窄症、腰部脊髄神経根症、椎弓切除後の疼痛、非特異的な慢性腰痛で保存的治療が無効な患者にも行われることがある。他には産婦人科、ないしは一般外科の臍より下の手術にも行われ得る。

## 禁忌
仙骨麻酔の禁忌には、患者または保護者の拒否、毛巣洞などの仙骨部位の限局性感染症、重度の凝固障害、頭蓋内圧の上昇などがある。 また、手技に使用する局所麻酔薬にアレルギーがある場合も避けるべきである。他に、脊椎手術の既往や抗凝固療法中の患者も手術部位や抗血栓薬の休薬期間次第では禁忌となる。

## リスクと合併症
重篤な合併症はまれである。合併症が起こったとしても、腰部硬膜外ブロックと同様である。仙骨麻酔に関連するリスクには以下のようなものがある。
- 硬膜下（英語版）注入、血管内注入、髄腔内注入（英語版）、そして仙骨前注入（最悪、直腸穿孔を伴う）などの誤穿刺。
- 硬膜外膿瘍（英語版）、髄膜炎、仙骨骨髄炎などの感染。
- 低血圧
- 神経根（英語版）損傷
- 硬膜外血腫
- 局所麻酔薬中毒は、腰部硬膜外麻酔や胸部硬膜外麻酔よりも仙骨麻酔の方が起こりやすい。

解剖学的ランドマーク法による仙骨麻酔の合併症で最も多いのは、誤穿刺、くも膜下穿刺、髄腔内や血管内への薬液注入などである。

## 手技
仙骨麻酔は、解剖学的ランドマークを用いて針の挿入方向を決めるすることで実施できる。しかし、超音波や透視などの画像ガイドにより、ブロックを行うことで、最大の精度が得られる。 仙骨麻酔によく用いられる局所麻酔薬は、ブピバカインとロピバカインである。オピオイド、クロニジン、デクスメデトミジンが、運動ブロックを最小限に抑えながら術後鎮痛を延長させるため、添加されることがある。

## 歴史
仙骨麻酔は、1901年にフェルナン・カテランとジャン・シカールによって別々に初めて報告された。これは、1921年にフィデル・パヘスによって報告された硬膜外麻酔の腰椎アプローチよりも古い。しかし、仙骨麻酔の麻酔の失敗率が高かったため（5～10％）、1940年代に産科麻酔で再評価されるまであまり普及しなかった。小児に対する仙骨麻酔について初めて発表したのは、1933年のMeredith Campbellである。